# Мюнден (тунель)
51°24′12″ пн. ш. 9°42′31″ сх. д. / 51.4033° пн. ш. 9.70861° сх. д.
Мюнденський тунель (нім. Mündener Tunnel) — залізничний тунель на високошвидкісній залізничній лінії Ганновер-Вюрцбург, Німеччина. Розташований на південь від Ганноверш-Мюнден між Геттінгеном і Касселем. Загальною довжиною 10525 м це другий за довжиною тунель у Німеччині після тунелю Ландрюкен. Тунель був побудований в 1983—1989. Біля північного порталу (51°24′12″ пн. ш. 9°42′31″ сх. д. / 51.40333° пн. ш. 9.70861° сх. д.), залізниця перетинає долину річки Верра віадуком через Верра, паралельно автобану . Біля південного порталу (51°21′45″ пн. ш. 9°34′33″ сх. д. / 51.36250° пн. ш. 9.57583° сх. д.) залізниця перетинає долину Ікельсбах, після чого негайно починається тунель Мюленкопф.

## Опис тунелю
Це двоколійний бетонний тунель з максимально дозволеною швидкістю 250 км/год. Існує аварійний вихід приблизно на півдорозі через тунель, на пікеті 127 км (51°23′18″ пн. ш. 9°37′50″ сх. д. / 51.38833° пн. ш. 9.63056° сх. д.), до якого можна дістатися сходами глибиною 15 м. Максимальна глибина тунелю — 175 метрів.
Спочатку було заппроектовано два окремих тунелі: Мюнденер-Штатсфорст тунель (5580 м) та Луттерберг тунель (4440 м), що мали бути сполучені мостом через Вандерштайнбах. Однак з екологічних міркувань залізницю заглибили на 30 метрів, а Вандерштайнбах також перетнули за допомогою тунелю. 29 травня 1991 тунель було офіційно відкрито разом із дільницею швидкісної залізничної лінії Ганновер-Фульда. Вартість будівництва склала близько 200 млн. DM (102 млн. EUR).